# Dušan Lukašík
Dušan Lukašík, né le 28 mai 1932, à Ružomberok, en Tchécoslovaquie et décédé le 3 septembre 2010, à Ružomberok, est un joueur tchécoslovaque de basket-ball. Il est le frère de Boris Lukašík.

## Palmarès
- Finaliste du championnat d'Europe 1955, 1959
- 3e du championnat d'Europe 1957